# اچ‌ام‌اس دیسکاوری (۱۷۸۹)
اچ‌ام‌اس دیسکاوری (۱۷۸۹) (به انگلیسی: HMS Discovery (1789)) یک کشتی بود که طول آن ۹۹ فوت ۲ اینچ (۳۰٫۲۳ متر) بود. این کشتی در سال ۱۷۸۹ ساخته شد.